# 大和米軍機墜落事故
大和米軍機墜落事故（やまとべいぐんきついらくじこ）とは、1964年9月8日午前10時58分頃に発生した航空事故である。

## 事故の経緯
同日、厚木基地において、離着陸訓練中のアメリカ海軍空母ボノム・リシャール所属のF8U-2 クルセイダーが離陸直後にエンジンの故障により失速し、滑走路北端から700mほどの地点である神奈川県大和市上草柳へ墜落。200mほど林や民家をなぎ倒しながら滑走した後、舘野鉄工所へ衝突、所内で使われていたアセチレンガスに引火し、爆発・炎上した。墜落地周辺では衝撃及び火災により鉄工所従業員3名が即死、2名が入院後に死亡（1人は翌9月9日、もう1人は9月12日死亡）、一般市民3名が重軽傷を負い、鉄工所は全焼し周囲の住宅4棟が全壊した。乗員は墜落前に機体を放棄、脱出して無事であった。機体は衝撃でバラバラになって付近の住宅や田畑に飛散し、エンジンは畑をバウンドした後、鉄工所の北300mほどの地点の田んぼで停止した。
なお、本件が発生する43分前、同日午前10時15分には、直近である神奈川県厚木市旭町の相模川河川敷にアメリカ空軍所属のF-105が墜落、乗員2名が死亡する事故が起きたばかりであった。また、1964年の1年間には神奈川県内だけで8件の米軍機墜落事故が発生しており、5か月前の4月5日には本事故と同型機による町田米軍機墜落事故も発生していた。
事故現場は国有地(泉の森)となり、1999年（平成11年）に木製の慰霊碑が建立された。その後の慰霊碑の劣化に伴い、厚木基地爆音防止期成同盟や大和市平和委員会などの地元団体が慰霊実行委員会を立ち上げ、新たな慰霊碑を制作し事故50年目の2014年（平成26年）9月8日に披露された。
事故現場が国有地化されたことで立ち入りが制限され、慰霊祭も国へ土地の使用料を払う必要があるなどの制約があるため、遺族団体が自由に立ち入りができるような措置を求めた署名を大和市に提出した。

## 訴訟
元・鉄工所経営者であり、事故で3人の息子を亡くした男性は、1965年4月に約3800万円の損害賠償金を受け取ることで防衛施設庁と示談したが、補償交渉の際に交わしたとされる同庁との国有地払い下げの約束が否定されたため、1971年に払い下げ実行を求めて東京地裁に提訴した。1978年の一審では、約束を裏付ける証拠が無いとして訴えは棄却されたため、その後東京高裁に控訴。1979年、絵本作家の田島征三やシンガーソングライターの横井久美子らが「支援する会」を結成して男性を支援し、1982年に同庁が1200万円を支払うことで和解（ただし払い下げの約束の存否については決着がつかず）。